# Martin Lel
Martin Kiptoo Lel (Kabirisang, 29 oktober 1978) is een Keniaanse langeafstandsloper, gespecialiseerd in de marathon. Hij werd wereldkampioen op de halve marathon en schreef meerdere grote marathons op zijn naam.

## Biografie

### Jeugd en eerste successen
Lel is geboren in Kabirisang, vlak bij Kapsabet in het Nandi-district. Hij liep zijn eerste marathons in 2002. In de eerste, de marathon van Praag, haalde hij de finish niet, maar op de marathon van Venetië werd hij tweede. In 2003 won Lel de marathon van New York in een tijd van 2:10.30. Datzelfde jaar werd hij derde op de Boston Marathon, evenals in 2004 en 2005. Ook won hij in 2003 en 2006 de halve marathon van Lissabon.

### Driemaal eerste in Londen
In 2004 liep Lel met 59.51 en met 59.41 in 2005 de halve marathon van Lissabon sneller dan het uur. Slechts zes weken na zijn prestatie in 2005 won hij de marathon van Londen in 2:07.26. Zijn zege in de Britse hoofdstad was de eerste van een serie opmerkelijke prestaties.
In 2006 werd Martin Lel in Londen tweede met een persoonlijk record van 2:06.41, waarna hij deze marathon in 2007 voor de tweede maal won. Op 4 november 2007 won hij de New York City Marathon in 2:09.04 na een spannende wedstrijd tegen Abderrahim Goumri. Beide heren tastten elkaars krachten af en Lel won uiteindelijk de wedstrijd met een sprint op de laatste 400 meter.
In 2008 won hij opnieuw de marathon van Londen in een wedstrijdrecord van 2:05.15, de vierde snelste tijd ooit op de marathon. Op de Olympische Spelen van Peking dat jaar werd hij vijfde.

### Bijzondere score
In 2010 versloeg Martin Lel tijdens de allereerste Rock ‘n’ Roll Mardi Gras Marathon in New Orleans, waar voor de wereldtop overigens een halve marathonrace was georganiseerd, olympisch kampioen Samuel Wanjiru. Later dat jaar, in augustus, werd hij derde bij de Falmouth Raod Race, een wegwedstrijd op Cape Cod. Lel waagde zich in die periode niet aan een marathon. Pas drie jaar na zijn laatste marathonrace liet hij zich er weer toe overhalen, toen hij door de organisatie van de marathon van Londen werd uitgenodigd voor deelname aan de editie van 2011, als vervanger van Wanjiru, die oorspronkelijk zou deelnemen, maar hiervan had afgezien. Lel toonde aan waartoe hij, ondanks zijn langdurige afwezigheid op deze afstand, nog in staat was door in de eindsprint in Londen Patrick Makau te verslaan en als tweede te finishen in 2:05.45. De wedstrijd werd gewonnen door Emmanuel Mutai in 2:04.40.
In 2012 herhaalde hij deze prestatie. Weer werd hij in Londen tweede, ditmaal achter Wilson Kipsang, winnaar in 2:04.44, terwijl Lel na 2:06.51 finishte. Het was in acht jaar tijd de zesde keer dat Martin Lel in Londen bij de eerste twee was geëindigd, waarvan drie keer als winnaar, een bijzondere score. In september won hij vervolgens de halve marathon van Portugal in 1:01.28.
Lel wordt gecoacht door Gabriele Rosa en leeft in de Riftvallei regio van Kenia.

## Titels
- Wereldkampioen halve marathon - 2003

## Persoonlijke records
| Onderdeel      | Prestatie | Datum             | Plaats    |
| -------------- | --------- | ----------------- | --------- |
| 10 km          | 27.56     | 10 september 2006 | Rotterdam |
| 15 km          | 42.45     | 10 september 2006 | Rotterdam |
| halve marathon | 59.56     | 22 maart 2009     | Lissabon  |
| 25 km          | 1:13.58   | 24 augustus 2008  | Peking    |
| 30 km          | 1:28.30   | 13 april 2008     | Londen    |
| marathon       | 2:05.15   | 13 april 2008     | Londen    |

## Overwinningen
- New York City Marathon (2003, 2007)
- Marathon van Londen (2005, 2007, 2008)
- WK halve marathon (2003)
- Peachtree Road Race (2004, 2006)
- Halve marathon van Lissabon (2003, 2006)
- Memorial Peppe Greco (10 km) (2006)
- Great North Run (halve marathon) (2007, 2009)
- Rock ‘n’ Roll Mardi Gras Marathon (halve marathon) (2010)
- Halve marathon van Portugal (2012)

## Palmares

### 10 km
- 2003:  Abraham Rosa in Toa Baja - 28.58
- 2003: 4e Peachtree Road Race in Atlanta - 28.38,6
- 2004:  Peachtree Road Race in Atlanta - 28.04
- 2005: 4e World's Best in San Juan - 28.07,3
- 2006:  Peachtree Road Race in Atlanta - 27.25
- 2006:  Memorial Peppe Greco in Scicli - 28.45
- 2007:  World's Best in San Juan - 28.13
- 2007:  Memorial Peppe Greco in Scicli - 29.02
- 2008: 4e BUPA London - 28.58

### 15 km
- 2003:  São Silvestre in São Paulo - 43.59
- 2011: 4e São Silvestre in São Paulo - 44.28

### halve marathon
- 2002:  halve marathon van Chassieu - 1:03.02
- 2002:  halve marathon van Sabaudia - 1:05.35
- 2003:  halve marathon van Lissabon (maart) - 1:00.10
- 2003:  halve marathon van Virginia Beach - 1:01.27
- 2003:  halve marathon van Vilamoura - 1:00.49
- 2003:  WK - 1:00.49
- 2004:  halve marathon van Lissabon (maart) - 59.51
- 2005: 4e halve marathon van Lissabon (maart) - 59.42
- 2005:  halve marathon van Portugal (september) - 1:01.37
- 2006:  halve marathon van Lissabon (maart) - 59.30
- 2006: 8e halve marathon van Rotterdam - 1:01.25
- 2007:  Great North Run - 1:00.10
- 2009:  halve marathon van Lissabon - 59.56
- 2009:  Great North Run - 59.32
- 2010:  halve marathon van New Orleans - 1:01.07
- 2012:  halve marathon van Portugal - 1:01.28
- 2013: 4e halve marathon van New Orleans - 1:04.02

### marathon
- 2002:  marathon van Venetië - 2:10.02
- 2003:  Boston Marathon - 2:11.11
- 2003:  New York City Marathon - 2:10.30
- 2004:  Boston Marathon - 2:13.38
- 2005:  marathon van Londen - 2:07.26
- 2006:  marathon van Londen - 2:06.41
- 2007:  marathon van Londen - 2:07.41
- 2007:  New York City Marathon - 2:09.04
- 2008:  marathon van Londen - 2:05.15
- 2008: 5e OS - 2:10.24
- 2011:  marathon van Londen - 2:05.45
- 2012:  marathon van Londen - 2:06.51
- 2013: 6e marathon van Honolulu - 2:21.16

2000 Paul Tergat ·
2001 Haile Gebrselassie ·
2002 Paul Malakwen Kosgei ·
2003 Martin Lel ·
2004 Paul Kirui ·
2005 Fabiano Joseph Naasi ·
2006 Zersenay Tadese ·
2007 Zersenay Tadese ·
2008 Zersenay Tadese ·
2009 Zersenay Tadese · 
2010 Wilson Kiprop ·
2012 Zersenay Tadese ·
2014 Geoffrey Kamworor ·
2016 Geoffrey Kamworor ·
2018 Geoffrey Kamworor